# Otto Düben
Otto Düben (* 22. November 1928 in Saarbrücken; † 31. August 2018 in Stuttgart) war ein deutscher Hörspielregisseur.

## Leben
Düben studierte an der Staatlichen Musikhochschule Saarbrücken. 1950 bis 1957 arbeitete er als Regieassistent beim SR und sammelte nebenbei Erfahrung am Theater. Anschließend war er freier Regisseur und ständiger Mitarbeiter des WDR, wo er u. a. nach dem Tod von Eduard Hermann die Nachfolge bei der Produktion der Paul-Temple-Hörspiele übernahm, bevor er 1968 Oberspielleiter und Leiter Künstlerisches Wort beim SDR wurde.
Nach Angaben der HörDat hat Otto Düben bei rund 400 Hörspielen Regie geführt.

## Hörspiele (Auswahl)
Regie, Veröffentlichte Hörspiele
- 1966: Francis Durbridge: Paul Temple und der Fall Genf, mit René Deltgen, Irmgard Först, Günther Ungeheuer u. v. a. (Original-Hörspiel; Kriminalhörspiel – WDR) (Veröffentlichung auf 3 CDs, ISBN 389940405X)
- 1966: Fred Hoyle: Die schwarze Wolke – Bearbeitung (Wort): Hein Bruehl; mit Horst Frank, Erwin Linder, Michael Degen u. v. a. (Hörspielbearbeitung, Science-Fiction-Hörspiel – WDR) (CD-Edition: Pidax Film Media Ltd. (Alive) 2014)
- 1968: Francis Durbridge: Paul Temple und der Fall Alex. Mit Paul Klinger, Margot Leonard, Kurt Lieck u. v. a. (Originalhörspiel, Kriminalhörspiel – WDR) (Veröffentlichung, 3 CDs: Der Audio Verlag, 2006. ISBN 978-3-89940-908-6)
- 1977: Ernest Hemingway:  Schnee auf dem Kilimandscharo – Bearbeitung (Wort): Rudolf Eckehard. Mit Peter Lieck, Rosemarie Fendel und Siegfried Wischnewski. (Hörspielbearbeitung – SDR, (Veröffentlichung: Der Audio Verlag, 2006. ISBN 978-3-89813-576-4)

Regie, weitere Hörspiele
- 1964: Roald Dahl: Lammkeule (Kriminalhörspiel – WDR)
- 1969: Alain Franck: Die Wahrheit (SDR)
- 1973: Rodney David Wingfield: Aasgeier (Kriminalhörspiel – SDR)
- 1983: Adalbert Stifter: Der Condor oder Das Weib erträgt den Himmel nicht (Hörspielbearbeitung – SDR)
- 1985: Eve Dessarre: Jakob (Originalhörspiel – WDR)
- 1986: Umberto Eco: Der Name der Rose (Hörspiel – BR, NDR, SWF)
- 1991: Marina Zwetajewa: Casanovas Ende (Hörspiel – SDR)
- 1992: Tankred Dorst: Nach Jerusalem (Hörspiel – SDR)